# Monte Giove (Alpi Lepontine)
Il Monte Giove (3.009 m s.l.m.) è una montagna delle Alpi del Monte Leone e del San Gottardo nelle Alpi Lepontine.

## Descrizione
Si può salire sulla vetta partendo da Canza, frazione di Formazza e passando nei pressi del Rifugio Margaroli (2.194 m s.l.m.). Il sentiero è di tipo escursionistico con difficoltà EE su scala CAI, è ben segnato con segna sentiero bianchi e rossi. È raggiungibile anche dal Rifugio Miryam. Il monte presenta vari nevai sul lato esposto a nord, ora sono in ritirata ed il sentiero ha subito delle deviazioni passando sopra due ghiaioni. Sulla cima è posta una croce di vetta ed è visibile gran parte della val Formazza.